# Saint-Malo
Saint-Malo [sɛ̃ malo] (bretonisch Sant-Maloù; gallo Saent-Malô) ist eine Stadt mit 47.255 Einwohnern (Stand 1. Januar 2022) im Département Ille-et-Vilaine in der Region Bretagne im Nordwesten Frankreichs. Die Stadt ist der bedeutendste Hafen an der bretonischen Nordküste und aufgrund ihres originalgetreu wiederaufgebauten historischen Stadtkerns sowie ihrer Festungsanlagen einer der meistbesuchten Orte Frankreichs.

## Geografie

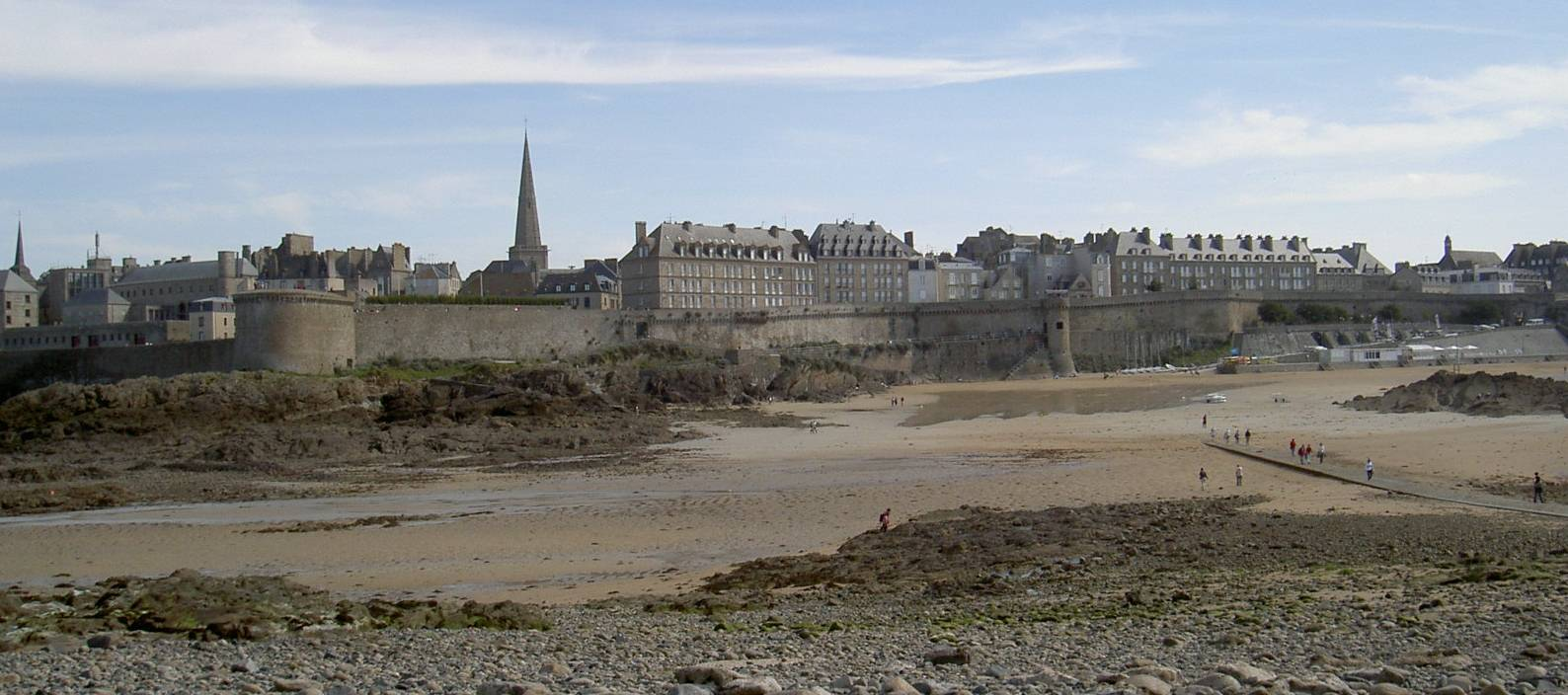
Altstadt bei Ebbe

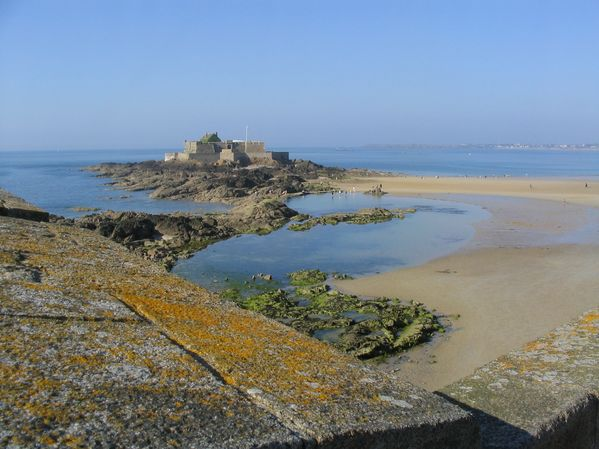
Blick von der Stadtfestung auf das Fort National

Saint-Malo liegt an der Côte d’Émeraude (deutsch: Smaragd-Küste) im Norden der Bretagne an der Mündung des Flusses Rance gegenüber dem Badeort Dinard. Der historische Stadtkern intra muros (innerhalb der Stadtmauern) macht etwa 20 % der Gesamtfläche der Stadt aus und wird von drei Seiten vom Wasser umspült.

### Gezeiten
In der Bucht von Saint-Malo gibt es einen der größten Gezeitenunterschiede Europas, bis zu zwölf Meter Differenz liegen zwischen Niedrigwasser und Hochwasser. Drei der vorgelagerten Inseln Grand Bé und Petit Bé sowie das Fort National (Festungsbau durch Vauban 1689) sind daher bei Niedrigwasser zu Fuß erreichbar. In der Flussmündung der Rance befindet sich mit der Usine marémotrice de la Rance seit 1966 das weltweit erste und bis 2011 größte Gezeitenkraftwerk der Welt.

### Klima
|                        | Jan | Feb | Mär  | Apr  | Mai  | Jun | Jul  | Aug  | Sep  | Okt  | Nov  | Dez |   |      |
| Mittl. Temperatur (°C) | 6,8 | 6,7 | 8,3  | 10,4 | 13,2 | 16  | 17,8 | 17,9 | 16,5 | 13,7 | 10,1 | 7,5 | ⌀ | 12,1 |
| Mittl. Tagesmax. (°C)  | 8,7 | 9   | 11,1 | 13,4 | 16   | 19  | 20,7 | 20,8 | 19,4 | 16,2 | 12   | 9,4 | ⌀ | 14,7 |
| Mittl. Tagesmin. (°C)  | 4,8 | 4,6 | 5,7  | 7,4  | 10,3 | 13  | 14,9 | 15,1 | 13,7 | 11,4 | 8,2  | 5,6 | ⌀ | 9,6  |
|                        |     |     |      |      |      |     |      |      |      |      |      |     |   |      |
| Niederschlag (mm)      | 99  | 81  | 70   | 64   | 62   | 54  | 53   | 63   | 81   | 110  | 127  | 120 | Σ | 984  |
|                        |     |     |      |      |      |     |      |      |      |      |      |     |   |      |
| Sonnenstunden (h/d)    | 3,8 | 4,9 | 6,5  | 8,5  | 9,0  | 9,7 | 9,9  | 8,9  | 7,6  | 5,7  | 4,7  | 3,9 | ⌀ | 6,9  |
|                        |     |     |      |      |      |     |      |      |      |      |      |     |   |      |
| Regentage (d)          | 12  | 10  | 9    | 9    | 8    | 7   | 7    | 8    | 9    | 11   | 13   | 12  | Σ | 115  |
|                        |     |     |      |      |      |     |      |      |      |      |      |     |   |      |
| Luftfeuchtigkeit (%)   | 82  | 80  | 78   | 76   | 77   | 76  | 76   | 77   | 76   | 79   | 82   | 81  | ⌀ | 78,3 |

| 4,8 |

| 4,6 |

| 5,7 |

| 7,4 |

| 10,3 |

| 13 |

| 14,9 |

| 15,1 |

| 13,7 |

| 11,4 |

| 8,2 |

| 5,6 |

| 4,8 |

| 4,6 |

| 5,7 |

| 7,4 |

| 10,3 |

| 13 |

| 14,9 |

| 15,1 |

| 13,7 |

| 11,4 |

| 8,2 |

| 5,6 |

Das Klima zeichnet sich durch warme Sommer und milde Winter aus. 45 % der Niederschläge fallen in den vier Monaten Oktober bis Januar. Der November ist der feuchteste Monat des Jahres und mehr als doppelt so niederschlagsreich wie der Juli, der trockenste Monat des Jahres. Die Niederschlagsmengen nehmen in den Sommermonaten Juni und Juli deutlich ab. Das Klima ist als Ozeanklima (Cfb-Klima) nach Köppen und Geiger klassifiziert. Die Angaben von Temperatur, Wassertemperatur, Niederschlag, Regentag und Luftfeuchtigkeit basieren auf Daten von 1991–2021, Sonnenstunden auf Daten von 1999–2019.

## Wappen
Beschreibung: In Rot unten ein goldenes Flechtgitter und oben ein silberner laufender Hermelin mit wehendem Tuch am goldenen Halsband.

## Geschichte

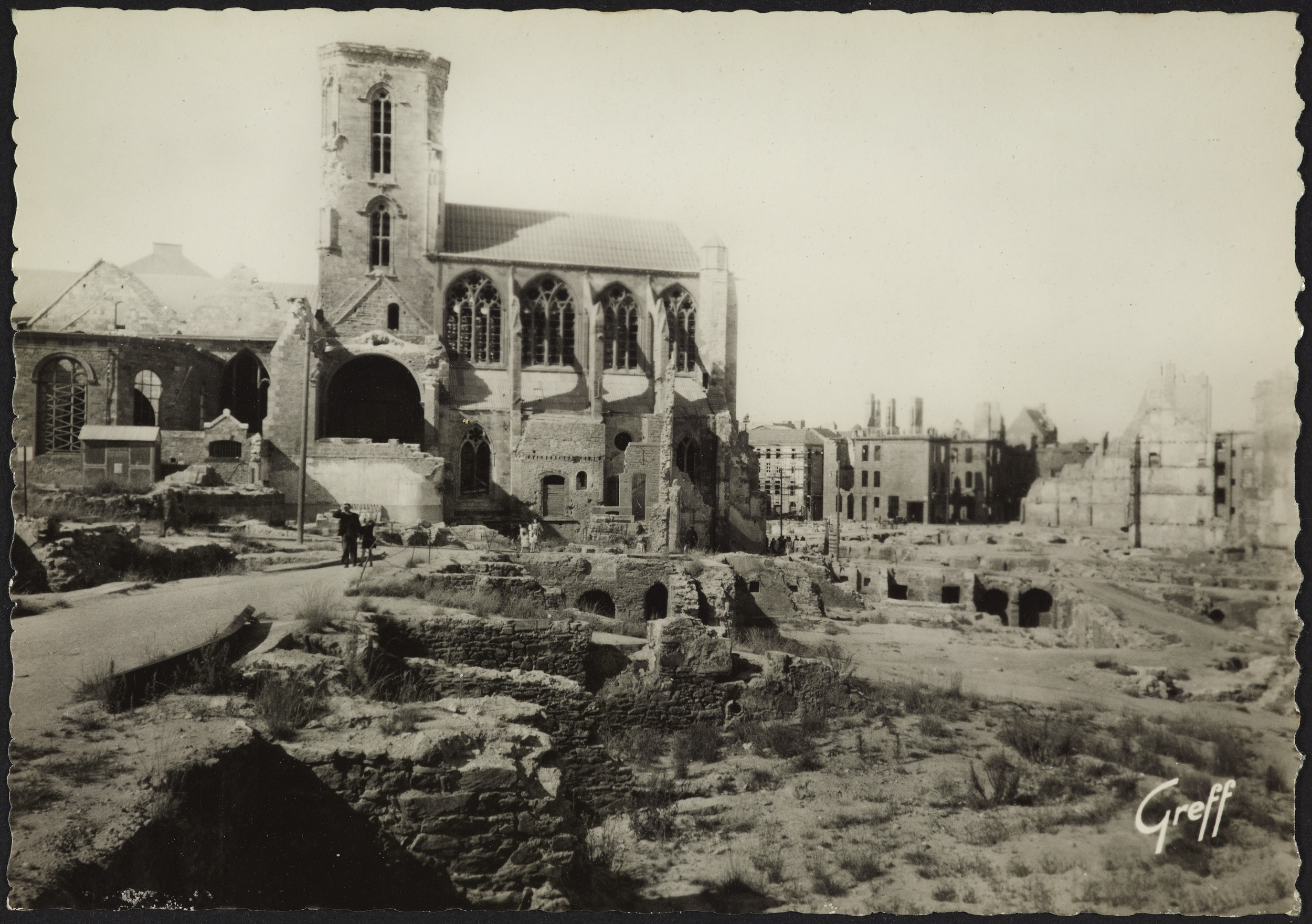
Die zerstörte Stadt bei ihrer Befreiung im August 1944

Ursprung der Stadt war die gallo-römische Siedlung Alet bzw. Aleth, die auf einer Halbinsel dem heutigen Stadtteil Saint-Servan vorgelagert war. Im Jahr 56 v. Chr. war dieser befestigte Platz von Truppen Julius Caesars eingenommen worden. Im 4. Jahrhundert war Aleth von einer Befestigungsanlage umgeben und wurde im 5. Jahrhundert Sitz der Präfektur der Marslegion.
Der als Canalchius (insulae) bezeichnete Felsen, auf dem Saint-Malo errichtet wurde, war bis zum 6. Jahrhundert unbewohnt. Ein Eremit namens Aaron errichtete damals dort eine Einsiedelei. Gegen Mitte jenes Jahrhunderts empfing er den walisischen Mönch Machutus, auch Maclou genannt, dessen Name im Französischen zu Malo wurde. Dieser widmete sein Leben der Predigt und wurde später Bischof von Aleth. Saint Gurval, sein Nachfolger, soll zu Malos Ehren auf Aarons Felsen eine Kirche gebaut haben, die 811 von den Truppen Karls des Großen in Brand gesteckt wurde. Bischof Hélocar weihte sie fünf Jahre später dem Diakon und Märtyrer Vinzenz von Valencia. Im 10. Jahrhundert zerstörten die Normannen die Kirche, die 1108 an des Benediktinerkloster Marmoutier abgegeben wurde.
Mitte des 9. Jahrhunderts machte Nominoë Aleth mit der alten Kathedrale zum Bischofssitz. Jean de Châtillon, von 1144–1163 Bischof von Aleth bzw. Saint-Malo, erhielt die Kirche nach langen Auseinandersetzungen zurück. Um 1152 ließ der sie als Kathedrale von Saint-Malo neu aufbauen, weihte sie dem heiligen Malo (Saint Malo) und verlegte den Bischofssitz von Aleth dorthin auf die Rocher de Saint-Malo (Sankt-Malo-Felsen) genannte Insel. Dieser Akt wird als Gründung der heutigen Stadt angesehen.
Im 12. Jahrhundert verstärkte sich der Druck auf die Siedlung Aleth durch Überfälle der Normannen immer mehr. Die nördlich gelegene Insel, heute Saint-Malo Intra muros, schien den nötigen Schutz zu bieten. In den folgenden Jahren begann der Bau einer mächtigen Wehrmauer, die der Stadt lange Zeit Sicherheit und Unabhängigkeit gab.
Ihre Blütezeit erreichte die Stadt im 16. Jahrhundert. Durch Fischfang und Handel (auch Kaperfahrten, Schleichhandel und Sklavenhandel) erlangte Saint-Malo Wohlstand. 1590 wurde eine eigene Republik ausgerufen, die jedoch nur bis 1594 bestand. Sie war Grundlage für das Selbstbewusstsein der Bewohner, die sich Malouinen (frz. malouins) nannten. Gefürchtet war Saint-Malo bei holländischen und englischen Handelsschiffen, denn die Stadt war auch Heimat von Korsaren, allen voran Robert Surcouf (1773–1827), der mit seinem schnellen und wendigen Schiff „Renard“ (Fuchs) auf Beutezug ging. Er war dabei so erfolgreich, dass er sich mit 35 Jahren zur Ruhe setzen konnte.
Während des Zweiten Weltkriegs wurde Saint-Malo im Juni 1940 von den Deutschen besetzt. Im August 1944, nach der Landung der Alliierten in der Normandie, wurde die Innenstadt von Saint-Malo (intra muros) zu etwa 85 Prozent durch anglo-amerikanische Bombardierungen zerstört, da der damalige Festungskommandant Oberst Andreas von Aulock sich weigerte, zu kapitulieren. Als Datum der Befreiung gilt der 17. August 1944. Im Gegensatz zu anderen stark zerstörten Städten wie Calais bemühte sich Saint-Malo aber um einen möglichst originalgetreuen Wiederaufbau zwischen 1945 und 1971, der europaweit als vorbildlich gilt. Man stützte sich dazu auf alte Pläne und Abbildungen der Stadt.
1967 wurden die benachbarten Orte Saint-Servan und Paramé eingemeindet.

## Bevölkerungsentwicklung
| Jahr | 1856   | 1901   | 1962   | 1968    | 1975   | 1982   | 1990   | 1999   | 2007   | 2018   |
| --- | ------ | ------ | ------ | ------- | ------ | ------ | ------ | ------ | ------ | ------ |
| Einwohner                                                                                                   | 10.809 | 11.486 | 17.137 | 42.2971 | 45.030 | 46.347 | 48.057 | 50.675 | 52.737 | 46.478 |
| Quellen: Cassini und INSEE; 1 nach dem Zusammenschluss von Saint-Malo, Saint-Servan und Paramé im Jahr 1962 |        |        |        |         |        |        |        |        |        |        |

## Saint-Malo heute
Heute hat Saint-Malo etwa 47.255 Einwohnern (Stand 1. Januar 2022) und ist nicht nur ein Touristenort, sondern auch ein wichtiges Industriezentrum. Die Industriebetriebe befinden sich aber alle „extra muros“, also außerhalb der (Stadt-)Mauern.
Im Wappen der Stadt befindet sich ein Hermelin, das mit dem Armenmantel über das Stadttor geht, sowie der Wahlspruch der Stadt „semper fidelis“ (immer treu). Da die Einwohner von Saint-Malo sehr stolz auf ihre Stadt sind, lautet ihr Leitspruch: „Ni Français, ni Breton, Malouin suis“ (weder Franzose, noch Bretone, Einwohner von Saint-Malo bin ich).

## Sehenswürdigkeiten

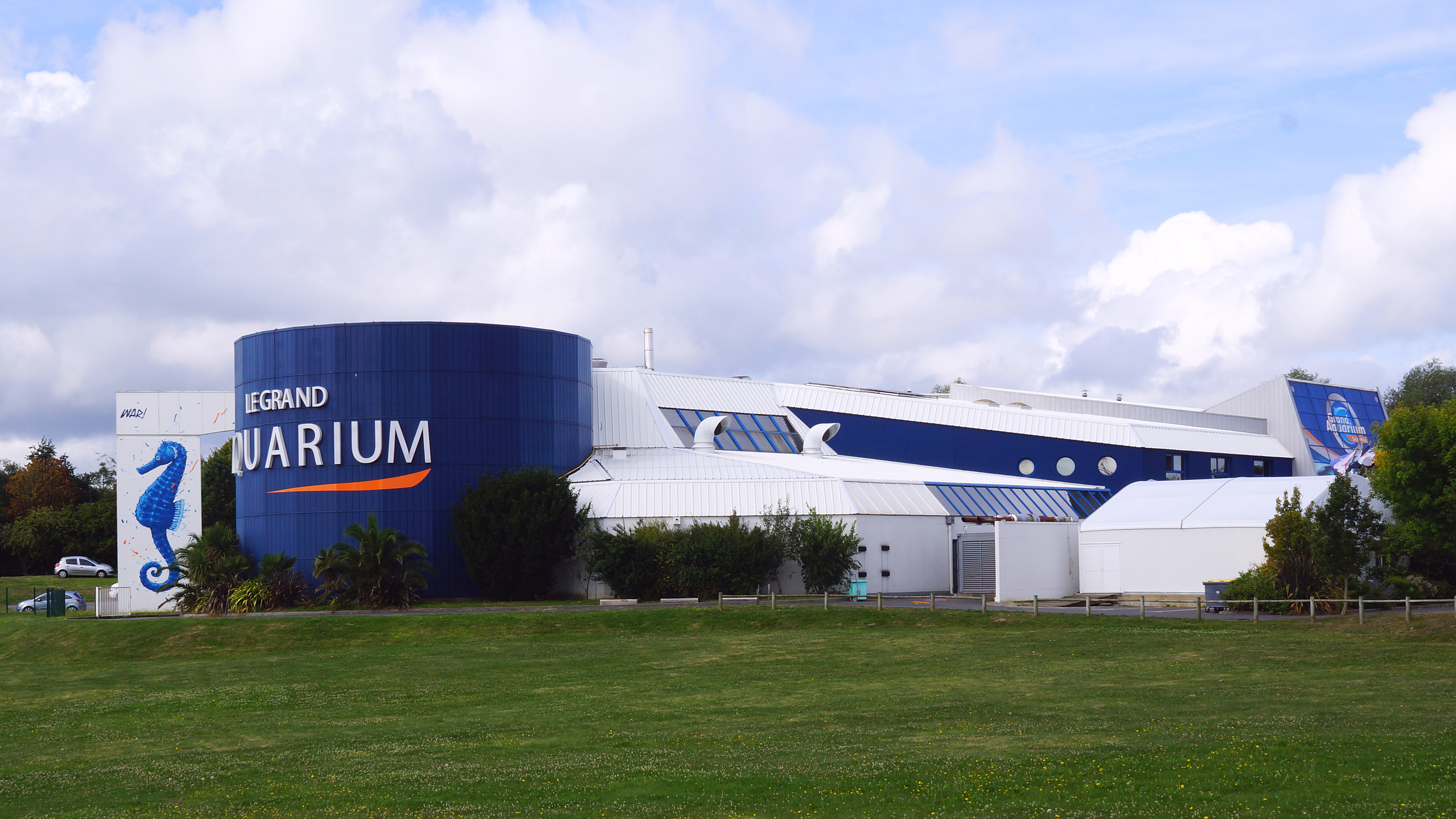
Grand Aquarium

- Meeresaquarium Grand Aquarium Saint-Malo

Außerdem sehenswert ist die vollständig erhaltene Stadtmauer, in der eine wunderschöne Altstadt mit bretonischem Flair liegt.

## Städtepartnerschaften
Saint-Malo pflegt Partnerschaften mit den folgenden Städten:
- Port Louis, der Hauptstadt des Inselstaates Mauritius,
- Gaspé in Québec, Kanada
- Gnesen in Polen.[6]

## Verkehr
Die Stadt ist Endpunkt der Bahnstrecke Rennes–Saint-Malo, der Bahnhof wurde am 27. Juni 1864 durch die Compagnie des chemins de fer de l’Ouest eröffnet. Im Zuge der Elektrifizierung der Strecke wurde er im Jahr 2005 durch eine neue, 260 Meter östlich angelegte Station ersetzt. Seit 2017 verkehren Hochgeschwindigkeitszüge des Typs TGV Atlantique zwischen Saint-Malo und dem Bahnhof Paris-Montparnasse. Im Regionalverkehr ist die Stadt in das Netz des TER Bretagne eingebunden.
Im Stadtgebiet verkehren zehn Buslinien, darüber hinaus gibt es neun Vorortbuslinien, die alle von Malo Agglo Transports (MAT) betrieben werden.
Regelmäßige Fährverbindungen bestehen u. a. zur Insel Jersey (St. Helier), zur Insel Guernsey (St. Peter Port) und nach Portsmouth in Großbritannien.

## Weiteres
1764 wurde unter französischer Herrschaft von Louis Antoine de Bougainville die erste Siedlung auf den Falklandinseln gegründet. Erste Siedler waren Seeleute und Fischer aus Saint-Malo; nach diesen wurde die französische Bezeichnung der Inselgruppe – „Îles Malouines“ geschaffen. Der argentinische Name Islas Malvinas geht auf den französischen Namen zurück.
1966 strahlte das französische Fernsehen die Serie Die Männer von Saint Malo aus, eine Mantel-und-Degen-Geschichte im Piratenmilieu, die zu Beginn in Saint Malo spielt.
Im Juli 1980 war Saint-Malo das erste Testgebiet für das französische Minitel, einen Onlinedienst vergleichbar mit dem deutschen BTX.
Die Geschichte des Romans Alles Licht, das wir nicht sehen des Schriftstellers Anthony Doerr spielt in der Stadt Saint-Malo. Die Verfilmung des Romans wurde im Jahr 2023 auf Netflix veröffentlicht.
Der Roman „Bretonische Spezialitäten – Kommissar Dupins neunter Fall“ (2020) von Jean-Luc Bannalec spielt in Saint-Malo.

## Persönlichkeiten

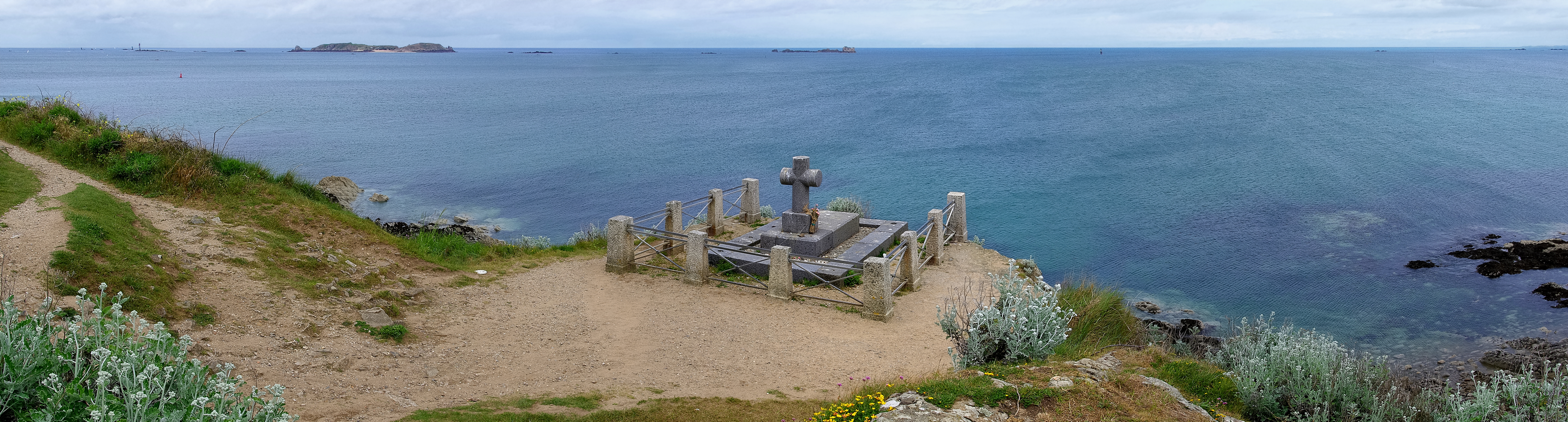
Grabmal von Chateaubriand, im Hintergrund die Île de la Cézembre

- Jacques Cartier (1491–1557), Entdecker und Seefahrer, entdeckte 1534 Kanada
- René Duguay-Trouin (1673–1736), Korsar und Freibeuter
- Nicolas-Charles-Joseph Trublet (1697–1770), Mitglied der Académie française
- Pierre Louis Moreau de Maupertuis (1698–1759), Mathematiker, Astronom und Philosoph
- Bertrand François Mahé de La Bourdonnais (1699–1753), Admiral
- Julien Offray de La Mettrie (1709–1751), Arzt und Philosoph
- Marc-Joseph Marion du Fresne (1724–1772), Entdecker
- Joseph Quesnel (1746–1809), kanadischer Komponist, Schriftsteller und Schauspieler
- François-René de Chateaubriand (1768–1848), Politiker und Dichter. Sein Grab befindet sich auf der vorgelagerten Insel Grand Bé
- François Broussais (1772–1838), Mediziner
- Robert Surcouf (1773–1827), Korsar in Diensten Napoleons
- Félicité de Lamennais (1782–1854), Priester und Religionsphilosoph
- Jean Marie Constant Duhamel (1797–1872), Mathematiker und Physiker
- Martin Fourichon (1809–1884), Admiral und Marineminister
- Philippe Cattiau (1892–1962), Fechter, dreifacher Olympiasieger
- Alain Cuny (1908–1994), Schauspieler
- Michel Plessix (1959–2017), Comiczeichner
- Jacques Habert (* 1960), katholischer Geistlicher, Bischof von Bayeux
- Annick Girardin (* 1964), Politikerin
- Isabelle Renauld (* 1966), Schauspielerin
- Alexandre Joly (* 1971), katholischer Geistlicher, Bischof von Troyes
- Kevin Escoffier (* 1980), Hochseesegler
- Justine Le Pottier (* 1983), Schauspielerin
- Hugo Roellinger (* 1988), Koch
- Maxime Le Marchand (* 1989), Fußballspieler
- Broken Back (* 1990), Musiker
- Manuel Guinard (* 1995), Tennisspieler
- Titouan Castryck (* 2004), Kanute

Siehe auch:
- Liste der Bischöfe von Saint-Malo